# Margaritos von Brindisi
Margaritos von Brindisi (auch Margaritone, Megareites) war ein normannischer Seeräuber im Dienst von Wilhelm II. von Sizilien (1166–1189) und Tankred von Lecce (1189–1194).
Er wurde in Brindisi geboren und war vielleicht genuesischer Herkunft. Seine Lebensdaten sind wahrscheinlich 1149–1197.

## Leben
Margaritos tat sich unter anderem 1185 bei der Einnahme von Thessaloniki hervor. Er war einer der wichtigsten Verbündeten von Isaak Komnenos, dem Kaiser von Zypern und unterstützte ihn unter anderem gegen Isaak II. Angelos, als dieser 1187 eine Flotte unter Alexios Komnenos und Johannes Kontostephanos nach Zypern entsandte. Sein Stützpunkt scheint zu dieser Zeit Palermo gewesen zu sein, wohin er jedenfalls seine Gefangenen verbrachte.

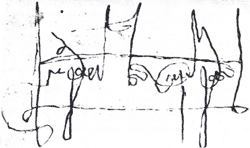
Unterschrift

Wilhelm ernannte ihn zum Grafen von Malta und belehnte ihn mit den 1185 von Byzanz geraubten ionischen Inseln, mit den Strophaden sowie mit Durazzo und weiteren Territorien in Illyrien. Er nahm in der Folge den Titel „König von Epirus“ an. Korfu fiel bald wieder an Byzanz, blieb aber weiterhin von normannischen Seeräubern heimgesucht (Vetrano).
1194 besiegte Heinrich VI. die Normannen und eroberte mit Hilfe einer Flotte unter dem Kommando von Markward von Annweiler Neapel und Palermo. Diese Städte wurden ins Heilige Römische Reich eingegliedert. Heinrich VI. übertrug nach seinem Sieg die Verwaltung von Ithaka, Zakynthos und Kefalonia Margaritos Schwiegersohn Maio I. Orsini, der sich schließlich 1209 Venedig unterwarf.
Margaritos, der die Festung Palermo bis zur Kapitulation verteidigte, wurde gefangen genommen und 1194 geblendet. Er starb ca. drei Jahre später in deutscher Gefangenschaft.